# ناوه شالوم
ناوه شالوم (در عبری: נווה שלום به معنای: واحهٔ آشتی، به عربی واحة السلام) نام شهرکی یهودی‌نشین و مزرعه اشتراکی است که در نزدیکی شهر اورشلیم قرار دارد.
در شهرک ناوه شالوم، اعراب و اسرائیلی‌ها در کنار هم زندگی و کار می‌کنند.